# Janel Jorgensen
Janel Simone Jorgensen, nach Heirat Janel Simone McArdle, (* 18. Mai 1971) ist eine ehemalige Schwimmerin aus den Vereinigten Staaten. Sie gewann mit der Lagenstaffel eine olympische Silbermedaille.

## Karriere
Janel Jorgensen gewann bei den Panamerikanischen Spielen 1987 in Indianapolis über 100 Meter Schmetterling und mit der 4-mal-100-Meter-Lagenstaffel.
Bei den Olympischen Spielen 1988 in Seoul erreichten zwei Schwimmerinnen aus den Vereinigten Staaten das Finale über 100 Meter Schmetterling. Im Endlauf schlug Jorgensen als Fünfte an, Mary T. Meagher wurde Siebte. Tags darauf erreichten Betsy Mitchell, Tracey McFarlane, Mary T. Meagher und Dara Torres mit der zweitschnellsten Zeit das Finale in der 4-mal-100-Meter-Lagenstaffel. Im Endlauf schwammen Beth Barr, Tracey McFarlane, Janel Jorgensen und Mary Wayte zweieinhalb Sekunden schneller als die US-Staffel im Vorlauf. Alle sieben eingesetzten Schwimmerinnen erhielten die Silbermedaille hinter der Staffel aus der DDR.
1991 trat Jorgensen bei den Pan Pacific Swimming Championships in Edmonton an. Sie wurde Fünfte über 100 Meter Schmetterling und verpasste im Freistil- und im Lagenschwimmen die Qualifikation für das Finale.
Janel Jorgensen studierte an der Stanford University und gewann insgesamt 15 Titel bei den nationalen College-Meisterschaften. Nach ihrer Graduierung arbeitete sie 12 Jahre bei Oracle. Daneben engagierte sie sich bei der Wohltätigkeitsveranstaltung Swim Across America, die Geld für die Krebsforschung sammelt. 2005 verließ sie Oracle und übernahm zunächst die Geschäftsführung und später die Präsidentschaft bei Swim Across America.